# 廖碧兒
廖碧兒（英語：Bernice Jan Liu，1979年1月6日—），香港女藝人、演員、節目主持人，為华裔加拿大人。

## 背景

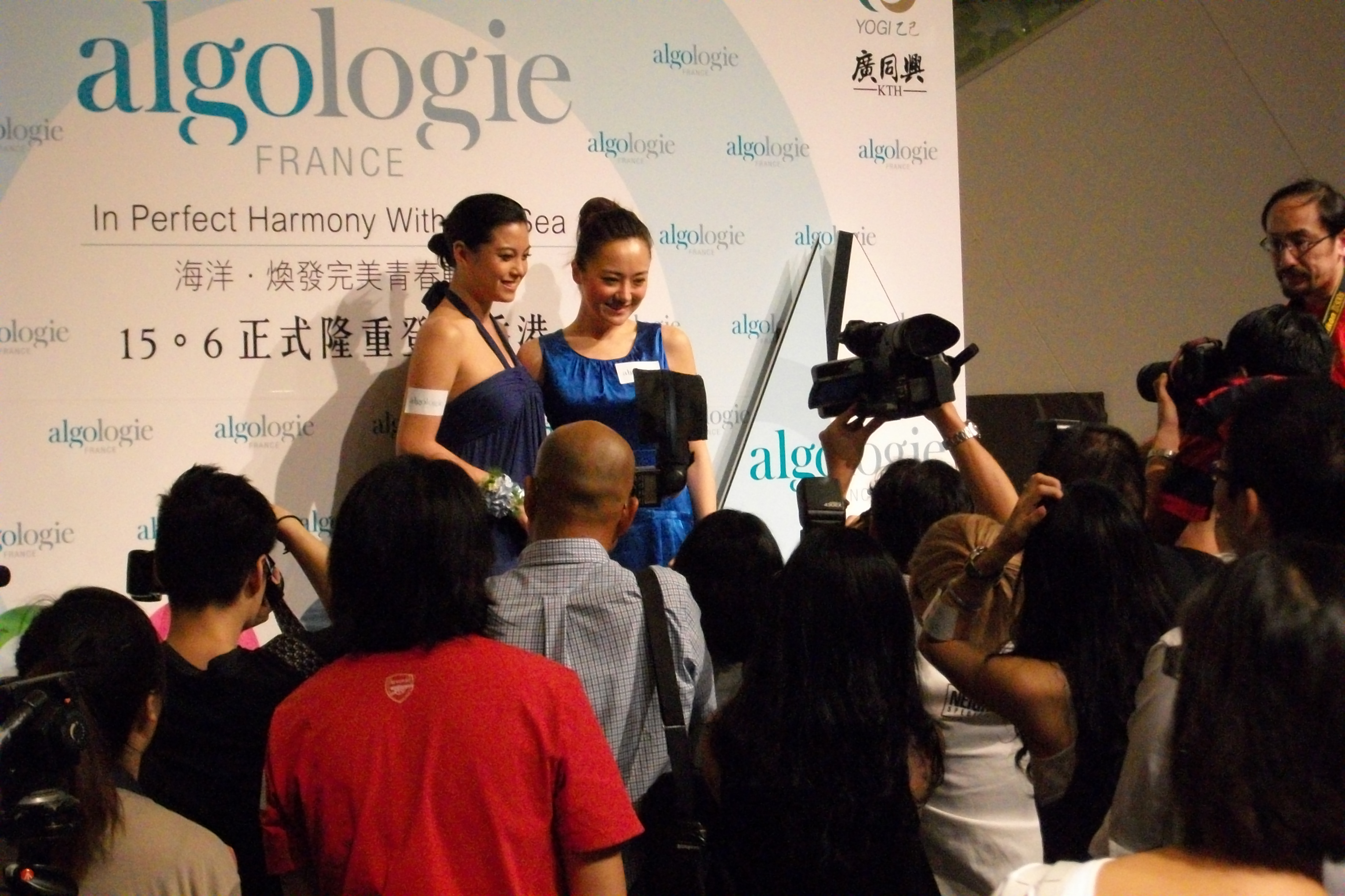
廖碧儿出席在海港城举办的商业活动

廖碧兒籍貫中國大陸廣東順德，2000年參選溫哥華華裔小姐競選奪冠，隨後參選2001年國際華裔小姐競選奪魁，同年加入第15期無綫電視藝員訓練班，畢業後效力無綫電視十年，2005年至2010年曾是無綫的當家花旦，曾與劉愷威及陳豪拍拖，2011年離開無綫。

## 個人生活
2017年12月，廖碧兒考取國際品酒認證Level 3資格，開始參與賣酒生意和飲食業，花費千萬元於法國購買酒莊釀酒。早前獲智利政府邀請參觀莊園，便順道在當地遊覽，接受訪問時表示葡萄酒令她增廣見聞，結交了不同國家的朋友。

## 演出作品

### 電視劇（無綫電視）
| 翡翠台首播 | 劇名               | 角色                     |
| 2001年     | 皆大歡喜（古裝版） | 深田公主／恭欣素         |
| 2002年     | 流金歲月           | 姚思麗（Alice）          |
| 2003年     | 律政新人王         | 蔣思嘉（Jessica）        |
| 2003年     | 皆大歡喜（時裝版） | 王 儀（Joey）            |
| 2004年     | 富豪海灣至尊家緣   | 游敏怡（Minnie）         |
| 2005年     | 心花放             | 紀美麗（Mily）           |
| 2005年     | 妙手仁心III        | 曾淑淇（Betsy）          |
| 2005年     | 人間蒸發           | 萬大寶（Bobo）           |
| 2007年     | 突圍行動           | 徐 穎（Wing）            |
| 2007年     | 強劍               | 北堂紫珑                 |
| 2007年     | 同事三分親         | 廖碧兒                   |
| 2007年     | 舞動全城           | 李心盈（Samantha）       |
| 2007年     | 律政新人王II       | 蔣思嘉（Jessica）        |
| 2007年     | 凶城計中計         | 霍倩瑤                   |
| 2008年     | 和味濃情           | 嚴麗／高柔麗（Ally）     |
| 2008年     | 當狗愛上貓         | 文梓淇（Kit）            |
| 2010年     | 談情說案           | 凌敏嘉（Nickole）        |
| 2010年     | 依家有喜           | 呂櫻紅（Cherry、女英雄） |
| 2010年     | 居家兵團           | 童金寶（Bowie）          |
| 2012年     | 盛世仁傑           | 狄青鸞（狄都尉）         |

### 電視劇（香港電視網絡）
| 香港電視網絡首播 | 劇名           | 角色                      |
| 2015年           | 童話戀曲201314 | 文婉嫻（Agnes、Miss Man） |

### 電視劇（ViuTV）
| ViuTV首播 | 劇名                  | 角色              |
| 2016年    | 瑪嘉烈與大衛系列 綠豆 | 林美珍（Diamond） |
| 2017年    | 瑪嘉烈與大衛系列 前度 | 維珍（Margret）   |
| 2018年    | 做演藝嘅              | Mary              |
| 2018年    | 身後事務所            |                   |
| 2019年    | 婚內情                | 馬淑媛            |
| 2019年    | 娛樂風雲              | 林韻麗(Mary)      |

### 電視劇（中國大陸）
| 首播   | 劇名         | 角色       |
| 2011年 | 深宮諜影     | 佟佳皇貴妃 |
| 2013年 | 盛宴         | 杜凌霄     |
| 2013年 | 土地公土地婆 | 赵月       |
| 2014年 | 高山青       | 柳叶       |
| 2016年 | 刘海戏金蟾   | 莫彤       |
| 2016年 | 吉祥天宝     | 杜三娘     |

### 電視劇（新傳媒5頻道）
| 新傳媒5頻道首播 | 劇名        | 角色         |
| 2015年          | Lion Moms   | Jennifer Tan |
| 2017年          | Lion Moms 2 | Jennifer Tan |

### 網絡劇
| 首播   | 劇名   | 角色            |
| 2016年 | 無間道 | 馬莎（Marissa） |

### 節目主持
| 年份   | 相關公司                        | 節目       |
| 2008年 | 無綫電視                        | 冰天動地   |
| 2013年 | 有線電視                        | 繼續寵愛   |
| 2017年 | 奇妙電視 （現稱「香港開電視」） | 香港有寶證 |
| 2021年 | ViuTV                           | 是滴是友   |

### 綜藝節目
- 2022年：鬼上你架車3（無綫電視）

### 電影
| 首播   | 片名                 | 角色      |
| 2002年 | 《我老婆唔夠秤》     | Miss Lee  |
| 2003年 | 《炮製女朋友》       | Winnie    |
| 2004年 | 《重案黐孖Gun》      | Macy      |
| 2009年 | 《King of Figthers》 | Vice      |
| 2009年 | 《滅門》             | 駱麗萍    |
| 2010年 | 《72家租客》         | 彈牙珍    |
| 2010年 | 《葉問前傳》         | 北野由美  |
| 2010年 | 《抱抱俏佳人》       | Mimi      |
| 2016年 | 《蒸發太平洋》       | Nikki Lee |

## 音樂錄影帶
| 演唱           | MV                 |
| 廖碧兒         | 《實情》           |
| 廖碧兒         | 《分手》           |
| 廖碧兒、胡杏兒 | 《朱古力與雲尼拿》 |
| 廖碧兒         | 《夢》             |
| 蘇永康         | 《即使不再是朋友》 |

## 音樂作品

### 電視劇歌曲
| 年份   | 歌曲名稱                | 電視劇         | 性質   | 備註                       | 收錄專輯       |
| 2003年 | 等愛的女人              | 皆大歡喜       | 插曲   |                            | 《皆大歡笑》   |
| 2003年 | 鬥氣冤家                | 皆大歡喜       | 插曲   | 與林文龍合唱               | 《皆大歡笑》   |
| 2003年 | 皆大歡笑                | 皆大歡喜       | 插曲   |                            | 《皆大歡笑》   |
| 2005年 | 心裡話                  | 心花放         | 插曲   | 與陳豪、郭可盈、陶大宇合唱 |                |
| 2005年 | 實情                    | 人間蒸發       | 主題曲 |                            | 《金牌女兒紅》 |
| 2007年 | 分手                    | 突圍行動       | 片尾曲 |                            | 《金牌女兒紅》 |
| 2007年 | 還用在意嗎              | 凶城計中計     | 主題曲 |                            |                |
| 2007年 | I'm So In Love With You | 舞動全城       | 主題曲 |                            | 《歌影傳情》   |
| 2010年 | 依家有喜                | 依家有喜       | 主題曲 | 與群星合唱                 |                |
| 2015年 | 即使不再是朋友          | 童話戀曲201314 | 插曲   | 參與MV拍攝，蘇永康主唱     |                |

### 其他歌曲
| 年份   | 歌曲名稱       | 卡通片         | 性質   | 備註                                                                                | 收錄專輯              |
| 2006年 | 朱古力與雲呢拿 | 魔界女王候補生 | 主題曲 | 與胡杏兒合唱 內地電台南方生活廣播「流行南方粵語兒歌大匯」季軍歌曲                   | 《EEG TVB兒歌大放送》 |
| 2008年 | 夢             | 多啦A夢        | 主題曲 | 於2009年度獲得十大兒歌金曲金獎 內地電台南方生活廣播「流行南方粵語兒歌大匯」亞軍歌曲 |                       |

## 曾獲獎項
| 年份   | 頒獎                     | 獎項                       | 劇名       | 歌名     | 角色         | 結果 |
| 2000年 | 溫哥華華裔小姐競選       | 冠軍                       |            |          |              | 獲獎 |
| 2000年 | 溫哥華華裔小姐競選       | 最上鏡小姐                 |            |          |              | 獲獎 |
| 2001年 | 無綫電視國際華裔小姐競選 | 冠軍                       |            |          |              | 獲獎 |
| 2001年 | 無綫電視國際華裔小姐競選 | 都會魅力小姐               |            |          |              | 獲獎 |
| 2001年 | 無綫電視國際華裔小姐競選 | 花都綽約大獎               |            |          |              | 獲獎 |
| 2004年 | 點正娛樂勁爆電視大獎     | 女電視人氣王               |            |          |              | 獲獎 |
| 2004年 | 萬寧健美大賞             | 健美體態大獎               |            |          |              | 獲獎 |
| 2004年 | Pennyblack               | 美麗天使獎                 |            |          |              | 獲獎 |
| 2006年 | 壹電視大獎               | 十大電視藝人－第八位       |            |          |              | 獲獎 |
| 2006年 | 壹電視大獎               | FERTI星鑽魅力大獎          |            |          |              | 獲獎 |
| 2006年 | 勁歌金曲優秀選第一回     | 新人薦場飆星獎             |            |          |              | 獲獎 |
| 2006年 | 勁歌金曲優秀選           |                            |            | 《實情》 |              | 獲獎 |
| 2006年 | ASTRO華麗台電視劇大獎    | 我的至愛角色               | 《心花放》 |          | 紀美麗       | 獲獎 |
| 2006年 | ASTRO華麗台電視劇大獎    | 我的至愛情侶檔             | 《心花放》 |          | 薛水、紀美麗 | 獲獎 |
| 2007年 | 十大勁歌金曲頒獎典禮     | 新人薦場飆星獎             |            | 《實情》 |              | 獲獎 |
| 2007年 | 壹電視大獎               | 十大電視藝人：第八位       |            |          |              | 獲獎 |
| 2007年 | 壹電視大獎               | Happy Shop最具活力藝人大獎 |            |          |              | 獲獎 |
| 2007年 | SINA網絡廣告大獎         | 我最喜愛網絡廣告女神大獎   |            |          |              | 獲獎 |
| 2008年 | 香港貿易發展局           | 最受歡迎香港女電視藝人     |            |          |              | 獲獎 |
| 2008年 | 壹電視大獎               | 十大電視藝人第八位         |            |          |              | 獲獎 |
| 2008年 | 壹電視贊助商大獎         | 瑪花迷人體態美大獎         |            |          |              | 獲獎 |
| 2009年 | 兒歌金曲頒獎典禮         | 十大兒歌金曲               |            | 《夢》   |              | 獲獎 |
| 2009年 | 兒歌金曲頒獎典禮         | 十大兒歌金曲金獎           |            | 《夢》   |              | 獲獎 |

## 感情生活
廖碧兒曾與劉愷威及陳豪拍拖，其後又與李澤楷表弟林忠豪傳出緋聞。直至2018年3月，被記者拍下與年約40歲的男友盧啟賢（Calvin Lo）結伴遊芬蘭。及後廖碧兒直認兩人發展中，欣賞男方言行一致，亦透露他更曾跪地送驚喜。惟在同年7月底，拍拖不足半年的廖碧兒宣布分手。
在2018年7月，傳出廖碧兒在2014年已秘嫁法國波爾多酒莊富豪Charles Cazes，戀盧啟賢只是煙幕。秘婚新聞被揭發後，廖碧兒即時宣佈與盧啟賢分手。
這幾年，廖碧兒也經歷過幾次感情失意，她笑言以前曾計劃過24歲就結婚生子，但人大了就知道不能強求。

## 外部連結
- 廖碧兒的Facebook專頁
- 廖碧兒的新浪微博
- 廖碧兒官方網站 Bernice Land （页面存档备份，存于）
- 廖碧兒的Instagram帳戶

| 前任： 潘欣欣 | 溫哥華華裔小姐競選冠軍 2000年 | 繼任： 周雪 |